# Weinmannia rhoifolia
Weinmannia rhoifolia är en tvåhjärtbladig växtart som beskrevs av Henry Hurd Rusby. Weinmannia rhoifolia ingår i släktet Weinmannia och familjen Cunoniaceae. Inga underarter finns listade i Catalogue of Life.